# Alsophila viguieri
Alsophila viguieri (Tardieu) R.M.Tryon è una specie di felce arborea endemica del Madagascar, appartenente al genere Alsophila, famiglia Cyatheaceae. Non sono elencate sottospecie.
Il nome scientifico è un omaggio al botanico e medico francese Alexandre-Louis-Guillaume Viguier.